# Orfelia corniculata
Orfelia corniculata är en tvåvingeart som först beskrevs av Ostroverkhova 1979.  Orfelia corniculata ingår i släktet Orfelia och familjen platthornsmyggor. Inga underarter finns listade i Catalogue of Life.